# الاساردیرلی
الاچاردیرلی (به لاتین: Alaçardırlı) یک منطقهٔ مسکونی در جمهوری آذربایجان است که در شهرستان بردع این کشور واقع شده‌است.

## خصوصیات
الاساردیرلی ۱٬۳۷۹ نفر جمعیت دارد.